# Litoria dorsalis
A Litoria dorsalis a kétéltűek (Amphibia) osztályának békák (Anura) rendjébe és a levelibéka-félék (Hylidae) családjába tartozó faj.

## Előfordulása
A faj Pápua Új-Guineában és feltehetőleg Indonézia Papua tartományában él. Természetes élőhelye a szubtrópusi vagy trópusi száraz erdők, szubtrópusi vagy trópusi nedves síkvidéki erdők, nedves szavannák, mocsarak, kertek, lepusztult erdők.